# Talitha Diggs
Talitha Diggs (* 22. August 2002 in New Brunswick, New Jersey) ist eine US-amerikanische Leichtathletin, die sich auf den Sprint spezialisiert hat. Ihren größten sportlichen Erfolg feierte sie im Jahr 2022 mit dem Gewinn der Goldmedaille mit der US-amerikanischen 4-mal-400-Meter-Staffel bei den Weltmeisterschaften in Eugene.

## Sportliche Laufbahn
Talitha Diggs studiert seit 2020 an der University of Florida und feierte 2022 einen großen Erfolg mit dem Sieg bei den NCAA-Collegemeisterschaften und anschließend siegte sie überraschend bei den US-amerikanischen Meisterschaften und schied anschließend bei den Weltmeisterschaften in Eugene mit 50,84 s im Semifinale aus. Zudem erreichte sie mit der US-amerikanischen 4-mal-400-Meter-Staffel das Finale und siegte dort in 3:17,79 min gemeinsam mit Abby Steiner, Britton Wilson und Sydney McLaughlin. Im Jahr darauf erreichte sie bei den Weltmeisterschaften in Budapest das Finale über 400 Meter und belegte dort in 51,25 s den achten Platz. 2024 belegte sie bei den Hallenweltmeisterschaften in Glasgow in 51,23 s den fünften Platz über 400 Meter und gewann mit der Staffel in 3:25,34 min gemeinsam mit Quanera Hayes, Bailey Lear und Alexis Holmes die Silbermedaille hinter dem niederländischen Team.
2022 wurde Diggs US-amerikanische Meisterin im 400-Meter-Lauf. Auch ihre Mutter Joetta Clark Diggs sowie ihre Tanten Hazel Clark und Jearl Miles Clark waren als Leichtathletinnen für die Vereinigten Staaten aktiv.

## Persönliche Bestzeiten
- 200 Meter: 22,45 s (+0,8 m/s), 8. Juni 2023 in Austin
  - 200 Meter (Halle): 22,61 s, 11. Februar 2023 in Fayetteville
  - 300 Meter (Halle): 36,21 s, 11. Februar 2024 in New York City
- 400 Meter: 49,93 s, 8. Juli 2023 in Eugene
  - 400 Meter (Halle): 50,15 s, 25. Februar 2023 in Fayetteville